# Línea 12 (TUC Pamplona)
| 2 | Ermitagaña ↔ Mendillorri |

La línea 12 del Transporte Urbano Comarcal de Pamplona (EHG/TUC) es una línea de autobús urbano que conecta los barrios de Ermitagaña y Mendillorri con el centro de Pamplona.
A lo largo de su recorrido conecta lugares importantes como la Plaza de las Merindades, el Colegio Oficial de Médicos de Navarra, los Depósitos de Agua de Mendillorri, la Plaza Príncipe de Viana, el Parque de la Taconera, el Mercado de Ermitagaña,el Parque Yamaguchi, la Biblioteca y Filmoteca de Navarra y el Conservatorio Profesional de Música Pablo Sarasate.

## Historia
La línea abrió en 1993, explotada por la COTUP. Se creó para dar servicio al nuevo barrio de Mendillorri, cogiendo parte del recorrido de la línea 10
En enero de 2013 se sustituyó el término en Arcadio Maria Larraona por el actual en Irunlarrea.
En abril de 2014 se mejoran los horarios de la línea.
En junio de 2018 se vuelven a mejorar las frecuencias de la línea.
En septiembre de 2017, con el conocido como Plan de Amabilización del Centro de Pamplona, se eliminó el recorrido por la Avenida del Ejército, sentido Mendillorri y se sustituyó por el recorrido actual, paralelo al del sentido contrario.
Desde octubre de 2019, por obras frente al Parlamento de Navarra, se modifica temporalmente el recorrido en el Primer Ensanche.

## Explotación

### Frecuencias
La línea está operativa todos los días del año. Estas son las frecuencias:
- Laborables: 10' (de 06:30 a 20:54) - 12' (de 20:54 a 22:30)
- Sábados: 15' (de 06:36 a 22:22)
- Domingos y festivos: 20' (de 06:42 a 22:30)

### Recorrido
Todos los autobuses realizan todo el recorrido.

## Paradas
|  | Parada                                              | Parada | Parada | Parada | Parada                                              | Municipio | Correspondencia                          |
|  | --------------------------------------------------- | ------ | ------ | ------ | --------------------------------------------------- | --------- | ---------------------------------------- |
|  | Calle Irunlarrea (frente nº48)                      |        | ■      |        | Irunlarrea Kalea (48aren parean)                    | Pamplona  |                                          |
|  | Calle Irunlarrea nº39                               |        | ■      |        | Irunlarrea Kalea 39                                 | Pamplona  | 19 24                                    |
|  | Calle Ermitagaña nº11                               |        | ■      |        | Ermitagaña Kalea 11                                 | Pamplona  | 19 24                                    |
|  | Calle Ermitagaña (Calle Malón de Chaide)            |        | ■      |        | Ermitagaña Kalea (Malon de Chaide Kalea)            | Pamplona  | 24                                       |
|  | Calle Ermitagaña (frente Mercado)                   |        | ■      |        | Ermitagaña Kalea (Merkatuaren parean)               | Pamplona  | 19 24                                    |
|  | Avenida de Bayona nº45                              |        | ■      |        | Baionako Etorbidea 45                               | Pamplona  | 7 19 24                                  |
|  | Avenida de Bayona (Plaza del Obispo Irurita)        |        | ■      |        | Baionako Etorbidea (Irurita Apezpikuaren Plaza)     | Pamplona  | 7 8 9 24                                 |
|  | Avenida de Bayona nº5                               |        | ■      |        | Baionako Etorbidea 5                                | Pamplona  | 8 9 10                                   |
|  | Calle Navas de Tolosa nº13                          |        | ■      |        | Tolosako Navas kalea nº13                           | Pamplona  | 4 9 16 17 21                             |
|  | Avenida del Conde Oliveto nº7                       |        | ■      |        | Oliveto Kontearen Etorbidea 7                       | Pamplona  | 1 2 3 4 5 8 9 10 11 15 17 18 20 21 23 25 |
|  | Avenida de la Baja Navarra nº14                     |        | ■      |        | Bexe Nafarroako Etorbidea 14                        | Pamplona  | 1 2 3 4 5 6 8 9 10 11 17 18 20 22 23 25  |
|  | Avenida de la Baja Navarra nº34                     |        | ■      |        | Bexe Nafarroako Etorbidea 34                        | Pamplona  | 4 10 18 20 22 23                         |
|  | Avenida de la Baja Navarra nº64                     |        | ■      |        | Bexe Nafarroako Etorbidea 64                        | Pamplona  | 4 10 18 20 23                            |
|  | Calle Ramón Aguinaga nº14                           |        | ■      |        | Ramon Aguinagaren Kalea 14                          | Pamplona  |                                          |
|  | Calle San Guillén (frente nº13)                     |        | ■      |        | San Gilen Kalea (13aren parean)                     | Pamplona  |                                          |
|  | Calle Señorío de Amocáin nº2                        |        | ■      |        | Amokain Jaurreriaren Kalea 2                        | Pamplona  |                                          |
|  | Calle Señorío de Amocáin (frente nº13)              |        | ■      |        | Amokain Jaurreriaren Kalea (13aren parean)          | Pamplona  |                                          |
|  | Calle Señorío de Egulbati nº3                       |        | ■      |        | Egulbati Jaurreriaren Kalea 3                       | Pamplona  |                                          |
|  | Calle Concejo de Olaz nº12-14                       |        | ■      |        | Olatz Kontzejuaren Kalea 12-14                      | Pamplona  |                                          |
|  |                                                     |        |        |        |                                                     |           |                                          |
|  | Calle Concejo de Olaz nº12-14                       |        | ■      |        | Olatz Kontzejuaren Kalea 12-14                      | Pamplona  |                                          |
|  | Calle Concejo de Gorraiz (frente nº79)              |        | ■      |        | Gorraitz Kontzejuaren Kalea (79aren parean)         | Pamplona  |                                          |
|  | Calle de las Aguas (Calle Concejo de Sarriguren)    |        | ■      |        | Uretako Kalea (Sarriguren Kontzejuaren Kalea)       | Pamplona  |                                          |
|  | Calle Concejo de Ustárroz (Calle La Ermita)         |        | ■      |        | Ustarrotzeko Kontzejuaren Kalea (Ermita Kalea)      | Pamplona  |                                          |
|  | Avenida de la Baja Navarra (frente Seminario)       |        | ■      |        | Bexe Nafarroako Etorbidea (Apaizgaitegiaren parean) | Pamplona  | 4 10 18 20 23                            |
|  | Avenida de la Baja Navarra (frente nº28)            |        | ■      |        | Bexe Nafarroako Etorbidea (28aren parean)           | Pamplona  | 4 10 18 20 22 23                         |
|  | Plaza de las Merindades                             |        | ■      |        | Merindadeen Plaza                                   | Pamplona  | 1 2 3 4 5 6 8 9 10 11 17 18 20 22 23 25  |
|  | Plaza del Príncipe de Viana (Calle Sancho el Mayor) |        | ■      |        | Bianako Printzearen Plaza (Antso Nagusia Kalea)     | Pamplona  | 1 2 3 4 5 8 9 10 11 15 17 18 20 21 23 25 |
|  | Calle Navas de Tolosa (Calle San Antón)             |        | ■      |        | Tolosako Navas Kalea (San Anton Kalea)              | Pamplona  | 4 9 16 17 21                             |
|  | Avenida de Bayona nº4                               |        | ■      |        | Baionako Etorbidea 4                                | Pamplona  | 8 9 10                                   |
|  | Avenida de Bayona nº30                              |        | ■      |        | Baionako Etorbidea 30                               | Pamplona  | 7 8 9 24                                 |
|  | Avenida de Bayona nº40                              |        | ■      |        | Baionako Etorbidea 40                               | Pamplona  | 7 19 24                                  |
|  | Calle Ermitagaña nº2                                |        | ■      |        | Ermitagaña Kalea 2                                  | Pamplona  | 19 24                                    |
|  | Calle Ermitagaña (frente nº35)                      |        | ■      |        | Ermitagaña Kalea (35aren parean)                    | Pamplona  | 24                                       |
|  | Calle Ermitagaña nº28                               |        | ■      |        | Ermitagaña Kalea 28                                 | Pamplona  | 19 24                                    |
|  | Calle Irunlarrea nº46                               |        | ■      |        | Irunlarrea Kalea 46                                 | Pamplona  | 19 24                                    |
|  | Calle Irunlarrea (frente nº48)                      |        | ■      |        | Irunlarrea Kalea (48aren parean)                    | Pamplona  |                                          |

## Tráfico
| Año  | Pasajeros | Variación |
| ---- | --------- | --------- |
| 2018 | 2 504 875 | ▲ 1,1%    |
| 2019 | 2 531 903 | ▲ 1,1%    |

## Futuro
No se prevén nuevas extensiones o modificaciones del servicio por ahora.